# Lev Kulidzhánov
Lev Aleksándrovich Kulidzhánov (en ruso: Лев Александрович Кулиджанов; 19 de marzo de 1924; 18 de febrero de 2002) fue un director de cine soviético y un guionista reconocido de esa cinematografía. 

## Datos
Director de cine, más bien oficial, Kulidzhánov empezó con Damy, de 1954. 
En occidente fue conocido por La casa en la que vivo (1957), por Una casa para Tanya (1959), por Donde los árboles cairán (1961). 
Pero sobre todo destacó por Crimen y castigo (1970), film basado directamente en la homónima novela de Dostoyevski, con guion de Lev Kulidzhánov y Nikolái Figurovsky; es esta una película de más de 200 minutos, en blanco y negro, rodada con actores importantes rusos del momento, sobre el fondo de Leningrado. Tuvo gran aceptación sobre todo interna en su momento.
Su último film, Nezabudki, es de 1994. Kulidzhánov murió en 2002, habiendo sido muy premiado en su carrera, especialmente en los ochenta.

## Filmografía
- Damy (1954)
- Eto nachinalos tak... (1956)
- La casa en la que vivo (Dom, v kotorom ya zhivú, 1957)
- Una casa para Tanya (1959)
- Potéryannaya fotografiya (1959)
- Donde los árboles caerán (1961)
- Sínyaya tetrad (1963)
- Crimen y castigo (Prestuplénie i nakazánie, 1969)
- Zvyózdnaya minuta (1972)
- Umirat ne strashno (1991)
- Nezabudki (1994)

## Reconocimientos
- Premio Lenin 1982
- Héroe del Trabajo Socialista, 1984
- Orden de Lenin, dos veces